# John Aston Jr.
Pour les articles homonymes, voir John Aston et Aston.
John Aston Jr.  est un footballeur anglais né le 28 juin 1947 à Manchester. Il évoluait au poste d'ailier gauche.

## Biographie

### En club
John Aston Jr. est issu de la formation de Manchester United et découvre la première division anglaise en 1965,.
Avec le club mancunien, il est sacré Champion d'Angleterre en 1964-1965 et en 1966-1967.
Il remporte la Coupe des clubs champions en 1967-1968. Aston dispute la finale : Manchester gagne contre le Benfica Lisbonne 4-1.
En 1972, il rejoint Luton Town, club qu'il représente jusqu'en 1977,.
Lors de la saison 1977-1978, il est joueur du Mansfield Town,.
Il raccroche les crampons après une dernière saison 1978-1979 à Blackburn Rovers.
Le bilan de sa carrière en club s'élève à 189 matchs en première division anglaise (30 buts) et 8 matchs pour un but en Coupe d'Europe des clubs champions.

## Vie privée
Il est le fils de John Aston Sr., aussi footballeur sous les couleurs de Manchester United.

## Palmarès
Manchester United
| - Championnat d'Angleterre (2) : - Champion : 1964-65 et 1966-67. - Charity Shield (2) : - Vainqueur : 1965 et 1967. |  | - Coupe des clubs champions (1) : - Vainqueur : 1967-68. |